# Мистрета
Мистрѐта (на италиански и на сицилиански Mistretta) е градче и община в Южна Италия, провинция Месина, автономен регион и остров Сицилия. Разположено е на 950 m надморска височина. Населението на общината е 5014 души (към 2010 г.).